# Friedrich von Kieffer
Friedrich Kieffer, seit 1916 Ritter von Kieffer, (* 27. Juli 1880 in Asbach; † 21. März 1952 in Dießen am Ammersee) war ein deutscher Generalleutnant im Zweiten Weltkrieg.

## Leben

### Herkunft
Er war der Sohn des gleichnamigen Friedrich Kieffer und dessen Ehefrau Emilie, geborene Barnstein. Sein Vater war Direktionsrat bei den Staatseisenbahnen. 

### Militärkarriere
Nach dem Besuch eines Humanistischen Gymnasiums trat Kieffer am 15. Juli 1899 als Fahnenjunker in das 20. Infanterie-Regiment der Bayerischen Armee ein. Dort wurde er am 17. Mai 1901 nach dem Besuch der Kriegsschule zum Leutnant befördert. Vom 1. Oktober 1907 bis 30. September 1909 diente Kieffer als Adjutant des Bezirkskommandos Weilheim und absolvierte ab Oktober 1910 für drei Jahre die Kriegsakademie. Als Oberleutnant wurde er im Anschluss zur Abteilung für Persönliche Angelegenheiten in das Kriegsministerium kommandiert.
Mit Ausbruch des Ersten Weltkriegs ernannte man Kieffer zum Adjutant der 2. gemischten Landwehr-Infanterie-Brigade, mit der er in Lothringen zum Einsatz kam. Dort folgte am 3. November 1914 seine Beförderung zum Hauptmann sowie am 27. Januar 1915 seine Versetzung als Adjutant zur neu gebildeten 6. Landwehr-Division. Mit ihr lag Kieffer im Stellungskrieg im Oberelsass. Mitte November 1916 kehrte er in den Truppendienst zurück, übernahm zunächst die Führung des III. Bataillons im 27. Infanterie-Regiment und wurde Ende des Monats schließlich zum Bataillonskommandeur ernannt. Mit dem Regiment nahm er am Feldzug gegen Rumänien teil. Dabei gelang es ihm am 5. Dezember 1916 trotz zahlenmäßiger Unterlegenheit seiner Truppen, unter dem Schutz der Dunkelheit und bei einsetzendem Regen, die strategisch wichtige 300 m lange Eisenbahnbrücke über die Prahova im Handstreich zu erobern. Durch diese Tat wurden 600 rumänische Offiziere und Mannschaften als Kriegsgefangene eingebracht und die  nachfolgende 12. Infanterie-Division konnte am nächsten Tag den Fluss überqueren, die Stadt Ploesti angreifen und schließlich einnehmen. Für diese Leistung wurde Kieffer durch König Ludwig III. mit dem Ritterkreuz des Militär-Max-Joseph-Ordens beliehen. Mit der Verleihung war die Erhebung in den persönlichen Adelsstand verbunden und er durfte sich nach der Eintragung in die Adelsmatrikel „Ritter von Kieffer“ nennen.
Nach weiteren Verfolgungskämpfen nahm Kieffer an der Schlacht bei Rimnicul-Sarat teil und lag in Stellungskämpfen an der Putna und am Sereth. Am 15. März 1917 wurde Kieffer abgelöst und als Zweiter Generalstabsoffizier in den Stab der 12. Infanterie-Division versetzt. Nach sechsmonatiger Generalstabstätigkeit folgte seine Versetzung nach München in die Abteilung für Persönliche Angelegenheiten des Kriegsministeriums. Ab 1. Juli 1918 war Kieffer hier als Vortragender Rat tätig und verblieb in dieser Funktion über den  Waffenstillstand hinaus. Für seine Leistungen während des Krieges war Kieffer mit beiden Klassen des Eisernen Kreuzes, dem Militärverdienstorden IV. Klasse mit Schwertern, dem Hanseatenkreuz der Stadt Hamburg, dem Mecklenburger Militärverdienstkreuz II. Klasse sowie dem Österreichischen Militärverdienstkreuz III. Klasse mit Kriegsdekoration ausgezeichnet worden.
Kieffer wurde am 26. September 1919 mit Rangdienstalter vom 18. Oktober 1918 zum Major befördert, in die Vorläufige Reichswehr übernommen und als Adjutant dem Reichswehr-Gruppenkommando 4 zugeteilt. Ab 16. Mai 1920 wurde er Adjutant der 7. Division und stieg nach der Formierung der Reichswehr am 1. Oktober 1921 zum Referenten beim Divisionsstab auf. Vom 1. Oktober 1923 bis 28. Februar 1927 kommandierte Kieffer das II. Bataillon des  20. (Bayerisches) Infanterie-Regiments in Ingolstadt und war zwischenzeitlich am 1. Mai 1924 Oberstleutnant geworden. Anschließend zum Stab der 7. (Bayerische) Division kommandiert, folgte einen Monat später seine Versetzung in den Stab. Mit seiner Beförderung zum Oberst am 1. Februar 1929 folgte die Versetzung nach Regensburg zum Stab des 20. (Bayerisches) Infanterie-Regiments. Vom 1. Juli 1929 bis 31. Januar 1931 fungierte er als Regimentskommandeur und wurde anschließend zum Kommandanten von München ernannt. In dieser Stellung wurde Kieffer am 1. Februar 1932 zum Generalmajor befördert und am 31. März 1932 aus dem aktiven Militärdienst verabschiedet.
Am 1. Juli 1938 zur Verfügung des Heeres der Wehrmacht gestellt, war Kieffer ab 26. August 1939 kurz vor Beginn des Zweiten Weltkriegs zum Kommandeur des Infanterieregiments 45 ernannt worden. Dieses Kommando gab er jedoch bereits am 9. September 1939 wieder ab, wurde in die Führerreserve versetzt und am 25. Oktober 1939 zum Kommandanten von München ernannt. In dieser Stellung am 1. Januar 1942 zum Generalleutnant z.V. befördert, wurde Kieffer am 31. März 1943 von seinem Posten abgelöst, erneut in die Führerreserve versetzt und seine Mobilmachungsbestimmung am 31. Mai 1943 aufgehoben.
Er wurde nach seinem Tod auf dem Nordfriedhof in München bestattet.

### Familie
Kieffer war zwei Mal verheiratet. Er verheiratete sich am 12. September 1910 mit Theodore Usener. Aus der Ehe gingen ein Sohn und eine Tochter hervor. Am 15. Februar 1943 heiratete Kieffer in München Eleonore, verwitwete Tempel, geborene Kerlen.